# 赛义德·穆尔塔扎·阿里
赛义德·穆尔塔扎·阿里（1902年7月1日—1981年8月9日），孟加拉国作家、历史学家。他是赛义德·穆杰塔巴·阿里的哥哥。